# Batalla de Guararapes (1648)
|  | Aquest article tracta sobre la primera batalla de Guararapes. Si cerqueu informació sobre la segona batalla, vegeu «Batalla de Guararapes (1649)». |

La batalla de Guararapes de 1648 va ser un enfrontament militar lliurat els dies 18 i 19 d'abril de 1648 entre l'exèrcit neerlandès i les tropes de l'Imperi portuguès al Morro dos Guararapes al sud de Recife, a l'aleshores colònia de Nova Holanda.
Va suposar un punt d'inflexió en el conflicte armat entre ambdues potències, portant les tropes portugueses a recuperar els territoris d'ultramar (colonials) que havien estat ocupats per les Set Províncies Unides durant el l'etapa felipista, com el nord-est del Brasil, la costa d'Angola o Timor.

## Antecedents
Els portuguesos portaven gairebé quaranta anys en guerra amb els holandesos perquè Espanya i la República Holandesa lluitaven a la Guerra dels Vuitanta Anys, i Portugal estava governat per monarques espanyols. La guerra es lliurà gairebé íntegrament a l'estranger, amb els substituts mercantils holandesos, la Companyia Neerlandesa de les Índies Occidentals i la Companyia Neerlandesa de les Índies Orientals, atacant repetidament les possessions colonials de Portugal a Amèrica del Sud, a Àfrica, a l'Índia i a l'Extrem Orient. Portugal va estar en una postura defensiva a tot arreu i va rebre molt poca ajuda militar d'Espanya.
A principis de 1640, una flota portuguesa-espanyola no va poder desembarcar a Pernambuco, sent destruïda prop de l'illa d'Itamaracá, reprenent-se la guerra pel Brasil. Mentrestant, els holandesos van conquerir l'Illa de São Tomé i Luanda, a Angola, importants ports exportadors d'esclaus cap el Nou Món. Al nord-est del Brasil, els ingenis sucrers tenien dificultats en un any de plagues i sequera, pressionats per la Companyia de les Índies Occidentals, que va començar a cobrar la liquidació de deutes i a confiscar els molins als agricultors morosos. Aquesta conjuntura va provocar l'esclat de la insurrecció de Pernambuco.
Després de l'aclamació de Joan IV de Portugal el desembre de 1640, durant la Guerra de Restauració portuguesa, les aliances firmades per Portugal amb França i Suècia, el juny i agost de 1641, emmarcades en la Guerra dels Trenta Anys, es realitzaren per poder fer front als interessos castellans a Portugal així com als holandesos a les colònies portugueses. El Tractat de La Haia de 1641 va ser una treva de deu anys signada entre les Províncies Unides i Portugal, que a la pràctica es va limitar al continent europeu, perquè les hostilitats continuarien en les colònies neerlandeses i portugueses fins al final de la guerra.

## La batalla

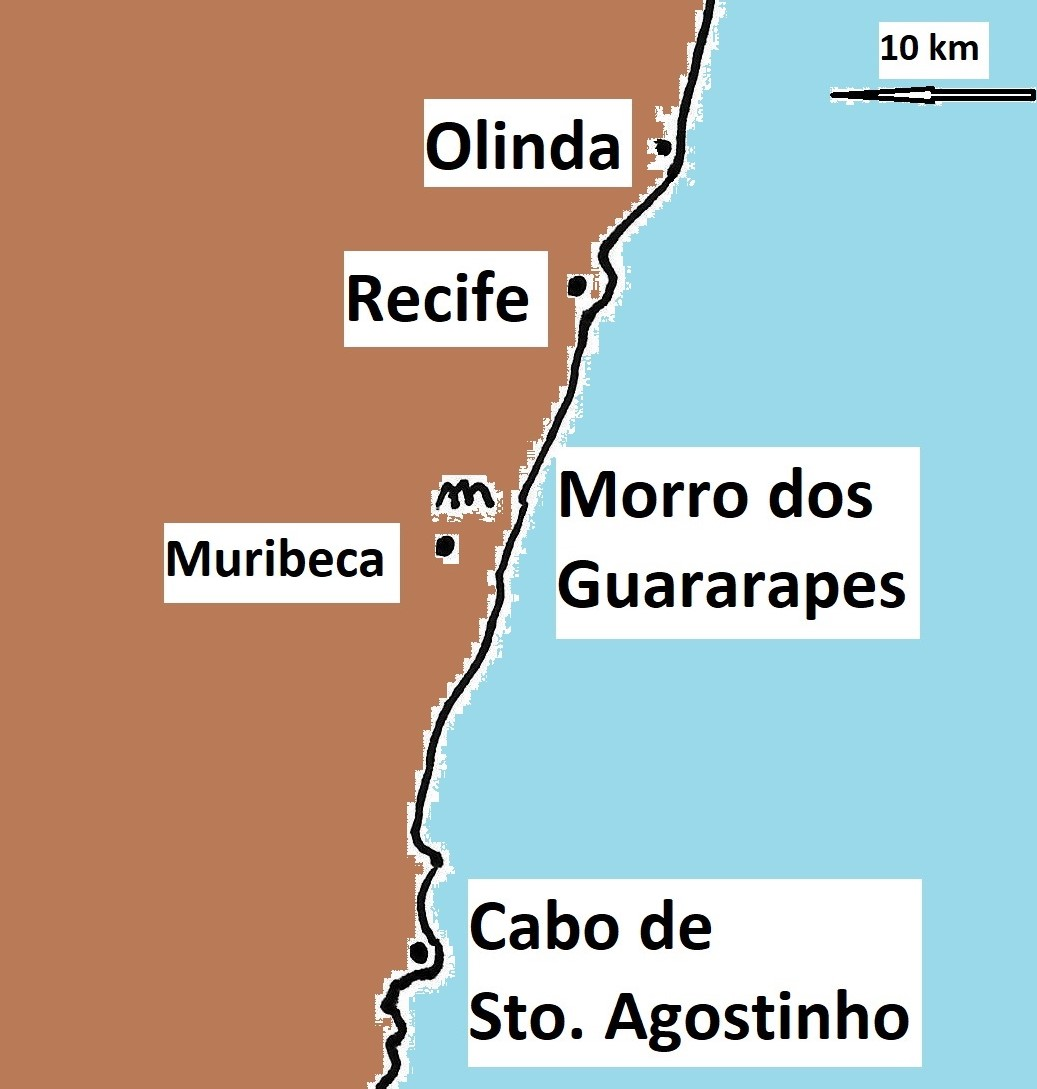
Mapa de la regió propera a Recife

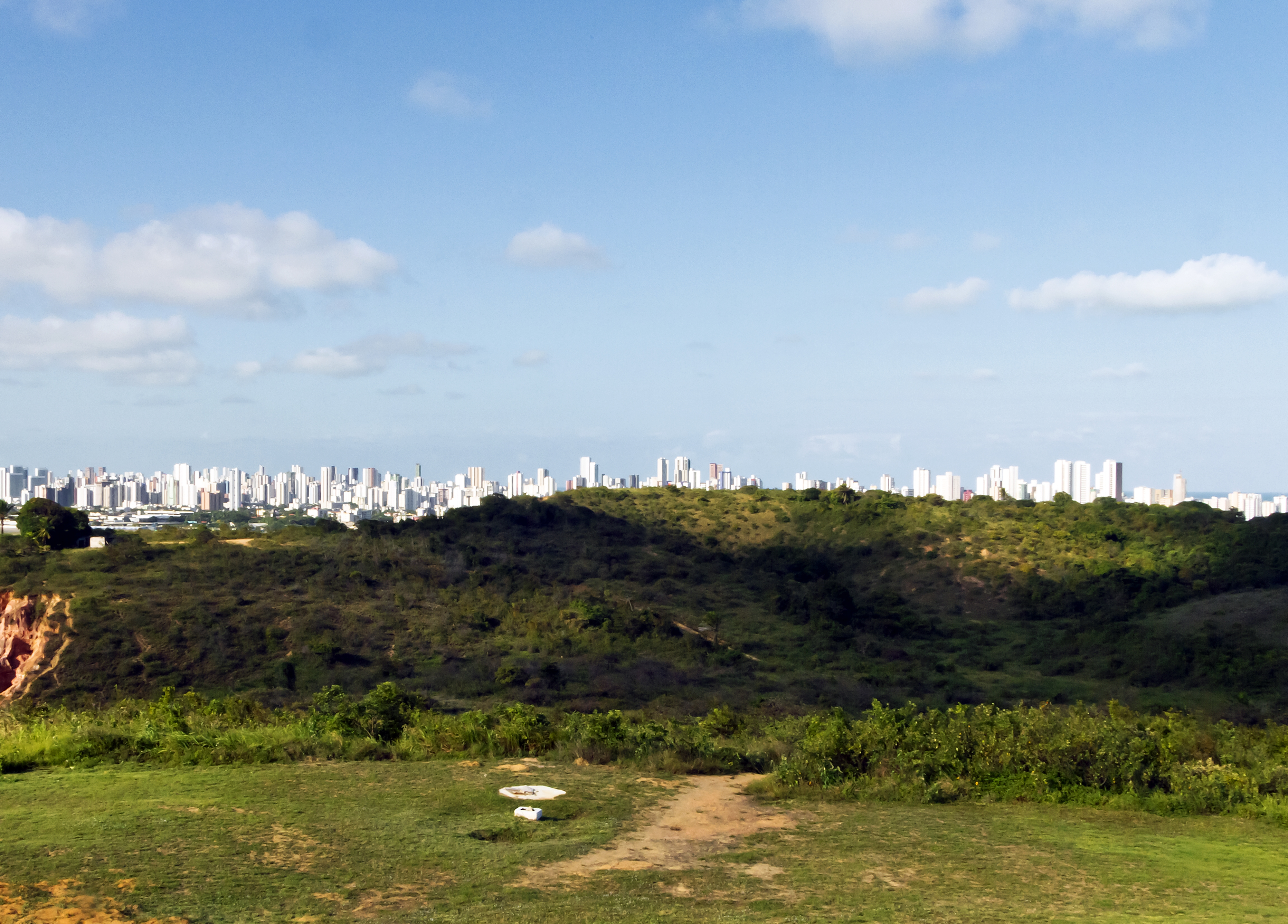
El turó (morro) de Guararapes, amb la ciutat de Recife al fons.

Els holandesos planejaven reconquerir el port de Nazaré, a Cabo de Santo Agostinho, imprescindible per abastir Arraial Velho do Bom Jesus, on entraven les armes i municions utilitzades per la resistència. Sota el comandament del coronel Sigismundo de Schkoppe, els combatents neerlandesos havien d'ocupar primer el poble de Muribeca, on hi havia una gran quantitat de farina de mandioca per proveir els soldats. Els generals Fernandes Vieira i Vidal de Negreiros, coneixedors dels plans d'invasió, van impedir l'acció a Guararapes, per on havien de passar els nord-europeus vinguts de Recife just abans d'arribar a Muribeca.
L'enfrontament va acabar amb la victòria dels insurgents malgrat la seva inferioritat numèrica, de 2.200 homes enfront dels 7.400 neerlandesos; deguda a la tenacitat, la preparació i el coneixement del terreny dels luso-brasilers. Els holandesos van intentar dominar el flanc ocupat pels soldats dirigits per Henrique Dias, però les tropes comandades per Vieira i Vidal van venir en la seva ajuda, massacrant els holandesos.
Les tropes de resistència que lluitaven contra els holandesos estaven formades majoritàriament per portuguesos nascuts al Brasil (brasilers blancs, negres i amerindis) i també per soldats portuguesos nascuts a la metròpoli per expulsar els invasors holandesos, així com un destacat nombre de dones. Encara que aquest enfrontament militar va ser en defensa de l'Imperi Portuguès, del qual el Brasil formava part, la data es va adoptar simbòlicament com a marca oficial de l'aparició de l'exèrcit brasiler.

## Conseqüències
Una segona batalla tindria lloc deu mesos més tard, el febrer de 1649, al mateix lloc. La doble victòria portuguesa, a les muntanyes de Guararapes, es considera l'episodi decisiu de la Insurrecció Pernambucana, que va posar fi a les invasions holandeses del Brasil i l'anomenat Brasil neerlandès al segle xvii.
El patró va persistir a tot l'Imperi portuguès fins a l'expulsió final dels holandesos d'Angola (1648), São Tomé (1649) i Brasil (1654). Els holandesos van signar una treva europea amb Portugal, ajudant-se mútuament contra el seu enemic comú, Espanya. Així, van reprendre la compra de sal a les fàbriques de Setúbal, reiniciant el comerç entre els dos països per primera vegada des del 1580, quan la branca espanyola dels Habsburg, contra la qual els neerlandesos estaven revoltats, havia assumit el tron portuguès. La signatura de la capitulació holandesa va tenir lloc l'any 1654, a Recife, des d'on van navegar els últims vaixells cap a Europa. Tanmateix, els atacs holandesos als territoris portuguesos van persistir fins al 1663, fins i tot després de la signatura del Tractat de La Haia de 1661.